# Буффон, Лоренцо
Лоре́нцо Буффо́н (итал. Lorenzo Buffon; 19 декабря 1929, Маяно) — итальянский футболист, вратарь. По опросу МФФИИС он занимает 8-е место среди лучших вратарей Италии XX века.

## Биография
Начал играть в молодёжной команде Серии D «Портогруаро». Лоренцо дебютировал в Серии А, вместе с «Миланом», быстро становясь главным голкипером команды и завоевав первое в его жизни чемпионство. Он стал голкипером знаменитого «Милана» 50-х с его великой тройкой нападения Гре — Но — Ли. Вскоре он завоевал ещё три чемпионских титула (1954/55, 1956/57 и 1958/59), но в последние годы играл нерегулярно, чередуя место в воротах с Нарчисо Сольданом. В 1958 году он получил вызов в национальную сборную, которая играла против сборной Франции, ведомой только что ставшим лучшим бомбардиром чемпионата мира Жюстом Фонтеном; матч закончился со счётом 2:2. В 1959 году Буффон перешёл в «Дженоа», но задержался там только на один сезон и уехал обратно в Милан, где остался на три года. В 1962 году, после чемпионата мира в Чили, в его карьере произошёл резкий спад, он потерял место в национальной сборной и на следующий год перешёл во «Фиорентину» в качестве запасного вратаря, проведя лишь одну, самую последнюю игру чемпионата. После сезона в Серии С, с клубом «Ивреа», он закончил свои годы в команде Серии D — «Мартина». В Серии А Буффон провёл в общей сложности 376 матчей, за сборную Италии сыграл 16 матчей.
В спортивной хронике осталось знаменитое противостояние голкиперов Лоренцо Буффона и Джорджо Гецци, выступавшего за «Милан» и другие команды.
В 1958—68 годах был женат на Эди Кампаньоли; дочь Патрисия. Лоренцо Буффон — троюродный брат дедушки Джанлуиджи Буффона.
Сейчас Лоренцо Буффон живёт в Латизане, являясь одним из селекционеров «Милана» в этом регионе.

## Достижения

### Как игрок

#### Командные
- Чемпион Италии: 1951, 1955, 1957, 1959, 1963
- Обладатель Латинского кубка: 1951, 1956
- Бронзовый призёр Латинского кубка: 1957